# Ксенотим
Ксенотим — редкоземельный фосфатный минерал, основным компонентом которого является ортофосфат иттрия (YPO4). Он образует твёрдый раствор ряда с черновитом (Y)(Y) (YAsO4) и поэтому может содержать следовые примеси мышьяка, а также диоксид кремния и кальций. Редкоземельные элементы диспрозий, эрбий, тербий и иттербий, а также металлические элементы, такие как торий и уран (все они заменяют иттрий), являются выразительными вторичными компонентами ксенотима. Из-за примесей урана и тория некоторые образцы ксенотима могут быть слабо или сильно радиоактивными. Литиофиллит, монацит и пурпурит иногда группируются с ксенотимом в неформальную группу «безводных фосфатов». Ксенотим используется главным образом в качестве источника иттрия и тяжелых лантаноидных металлов (диспрозий, иттербий, эрбий и гадолиний). Иногда драгоценные камни также ограняют из лучших кристаллов ксенотима.